# Gustavo Herrera
Gustavo Herrera Grau (Caracas, Venezuela, 12 de abril de 1890-Ibídem, 1 de febrero de 1953) fue un abogado y diplomático venezolano. Además, trabajó como profesor universitario y prestó servicio como funcionario público durante las presidencias de Eleazar López Contreras e Isaías Medina Angarita, en las que ocupó cargos como embajador y ministro. A lo largo de su trayectoria pudo participar de la elaboración de la Ley de Hidrocarburos de 1943 y representó al gobierno venezolano en la Conferencia de San Francisco de 1945, en la que fue signatario de la carta fundacional de la Organización de Naciones Unidas.

## Biografía

### Vida personal
Gustavo Herrera fue hijo de Aureliano Herrera Irigoyen y Dolores Grau Duarte. Cursó estudios de primaria en el Colegio Católico Alemán de Caracas y de bachillerato en el centro educativo de los profesores Luis Ezpelosín y Agustín Aveledo. Posteriormente ingresó a la Universidad Central de Venezuela para estudiar Derecho y luego un doctorado en Ciencias Políticas, del cual se graduó en 1916.

### Carrera
Inició su ejercicio de la abogacía en Ciudad Bolívar, y en 1921 regresó a Caracas para dictar clases de economía y finanzas públicas en la UCV. En paralelo al ejercicio docente fue asesor del Ministerio de Hacienda. Durante ese tiempo como colaborador del ministro Román Cárdenas participó en la elaboración de un proyecto de reforma fiscal que fijó lineamientos aún presentes en el sistema tributario venezolano. En 1936, fue designado como ministro de Hacienda y luego como embajador en Alemania y Holanda. Tras su regreso a Venezuela fue nombrado consultor jurídico del Ministerio de Relaciones Exteriores, durante la administración del canciller Esteban Gil Borges. 
En 1941, el presidente Medina Angarita lo nombra ministro de Educación, puesto desde el que dirigió un ambicioso programa de construcción de escuelas y liceos públicos. Al mismo tiempo participó de la redacción de la Ley de Hidrocarburos de 1943. Luego pasó a encargarse de la cartera de Fomento. En 1945, acompañó al canciller Caracciolo Parra Pérez a la Conferencia de San Francisco en California. Allí, ambos ministros fueron firmantes de la Carta que dio nacimiento a la Organización de Naciones Unidas. 
Tras el golpe que derroca al presidente Medina Angarita se exilia en Nueva York, en donde se dedicó a ejercer el derecho para compañías estadounidenses que mantenían negocios con Venezuela. Luego de regresar a Caracas fundó un escritorio de abogados junto a Luis Gerónimo Pietri. Ejerció allí su profesión desde 1948 hasta que murió en 1953.

### Legado
Tiempo atrás, Gustavo Herrera daba su nombre a un liceo público en el municipio Chacao del estado Miranda, ahora tiene como nombre Luis Navarro.